# 张虎 (1967年)
张虎（1967年1月30日—），男，汉族，山东汶上人，中华人民共和国政治人物，曾任中共广东省委政法委书记，广东省人民政府秘书长、办公厅主任等职务。现任中共广东省委常委、广东省人民政府常务副省长。